# 林范洪
林范洪（1930年—），女，汉族，山东新泰人，中国军队医疗护理工作者，曾任第二、三、四、五届全国政协委员。被毛泽东赞为“不让须眉的白衣战士”。